# Autostrada AP 01
L'AP 01 Brigadiere Generale Estanislao López (AP 01 Brigadier General Estanislao López in spagnolo), conosciuta anche come autostrada Rosario-Santa Fe (Autopista Rosario-Santa Fe in spagnolo), è un'autostrada che unisce la città di Rosario con il capoluogo provinciale Santa Fe.

## Storia
L'autostrada fu costruita tra il 1964 ed il 1972 sotto il mandato del governatore provinciale Aldo Tessio. Il 30 settembre 1971 la giurisdizione sull'opera fu trasferita dal governo provinciale a quello nazionale. Dopo una serie di diatribe giudiziarie la gestione dell'autostrada, ribattezzata A-029, tornò nelle mani della provincia di Sante Fe il 13 settembre 1979.
Nel 1993, con l'approvazione della Legge Provinciale N° 10.798 l'autostrada fu privatizzata e successivamente assegnata in concessione all'AUFE. Nell'agosto 2017 l'autostrada tornò nelle mani della provincia attraverso il fondo fiduciario pubblico Vial Santa Fe.

## Percorso
L'autostrada ha origine dalla tangenziale di Rosario, dopodiché attraversa la sezione settentrionale della Grande Rosario toccando le città di Granadero Baigorria, Capitán Bermúdez e San Lorenzo. Lasciata l'area metropolitana rosarina, si dirige a nord, seguendo parallelamente il tracciato della strada nazionale 11. Dopo aver superato le cittadine di Coronda e Santo Tomé, attraversa il Salado del Norte e fa il suo ingresso a Santa Fe e termina il suo percorso intersecandosi con la tangenziale cittadina.